# Liliana Bonfatti
Liliana Bonfatti (née le 27 octobre 1930 à Ovada, dans la province d'Alexandrie, au Piémont) est une actrice italienne.

## Biographie
Née dans la province d'Alexandrie, au Piémont, Liliana Bonfatti s'installe à Rome dans l'espoir de commencer une carrière dans le cinéma. En 1952, elle passe une audition et Luciano Emmer la choisit pour interpréter le rôle de Lucia dans son film Les Fiancés de Rome (Le ragazze di Piazza di Spagna). À la suite de ce film, son aptitude à l'auto-dérision lui permet de s'imposer rapidement parmi les nombreuses étoiles du cinéma italien des années 1950 pour incarner la jeune fille-type, un peu impertinente, de l'Italie du Nord. On la verra ainsi la même année dans Non è vero... ma ci credo de Sergio Grieco et Sérénade amère (Serenata amara) de Pino Mercanti, et l'année suivante dans Le Chemin de l'espérance (Viale della speranza) de Dino Risi et Les Anges déchus (Il mondo le condanna) de Gianni Franciolini.
Sa carrière dans le monde du cinéma sera brève, puisqu'en 1956, elle interprète son dernier rôle, dans le film de Mario Monicelli Donatella, et après avoir tourné dix films en quatre années, elle décide de se retirer pour privilégier sa vie privée.

## Filmographie
- 1952 : Les Fiancés de Rome (Le ragazze di Piazza di Spagna) de Luciano Emmer
- 1952 : Non è vero... ma ci credo de Sergio Grieco
- 1952 : Sérénade amère (Serenata amara) de Pino Mercanti
- 1953 : Le Chemin de l'espérance (Viale della speranza) de Dino Risi
- 1953 : Les Anges déchus (Il mondo le condanna) de Gianni Franciolini
- 1953 : Per salvarti ho peccato de Mario Costa
- 1954 : Siamo tutti milanesi (it) de Mario Landi
- 1954 : Trieste cantico d'amore de Max Calandri (it)
- 1955 : La moglie è uguale per tutti (it) de Giorgio Simonelli
- 1956 : Donatella de Mario Monicelli